# قناة كيب كود
قناة كيب كود هي ممر مائي اصطناعي في ولاية ماساتشوستس الأمريكية يربط خليج كيب كود في الشمال بخليج بازاردز في الجنوب، وهو جزء من الممر المائي الأطلسي داخل الساحل. وتجتاز القناة التي يبلغ طولها حوالي سبعة أميال (11 كيلومترا) عنق الأرض التي تنضم إلى كيب كود إلى البر الرئيسي للولاية. ويتبع في الغالب أنهار المد والجزر التي اتسعت إلى 480 قدما (150 مترا) وتعمقت إلى 32 قدما (9.8 مترا) في متوسط انخفاض المياه، وحلقت على بعد 135 ميلا (217 كيلومترا) من الرحلة حول كيب لمستخدميها السنويين الذين يبلغ عددهم حوالي 14,000 مستخدم.
تقع معظم القناة في بلدة بورن، ولكن نهاية شمال شرقها تقع في ساندويتش. يقع محمية ولاية شاطئ كوسيت بالقرب من المدخل الشمالي للقناة، وتقع أكاديمية ماساتشوستس البحرية بالقرب من جنوبها. يغير التيار السريع الاتجاه كل ست ساعات ويمكن أن يصل إلى 5.2 ميل في الساعة (8.4 كم/ساعة) أثناء انحسار المد. ويصيانة الممر المائي سلاح المهندسين التابع لجيش الولايات المتحدة ولا توجد رسوم عليه. يمتد جسر سكة حديد قناة كيب كود وجسر بورن وجسر ساغامور. وتحكم إشارات المرور في كلا الطرفين اقتراب السفن التي يزيد طولها عن 65 قدما (20 مترا).
وتستخدم القناة أحيانا من قبل الحيتان والدلافين، بما في ذلك الحيتان اليمنى المهددة بالانقراض شمال المحيط الأطلسي. هذه يمكن أن تسبب إغلاق القناة.

## التاريخ
تم النظر في بناء قناة لأول مرة من قبل مايلز ستانديش من مستعمرة بليموث في عام 1623، وقام الحجاج باستكشاف امتداد الأرض المنخفض بين نهري مانوميت وسكوسيت للطرق المحتملة. أنشأ ويليام برادفورد مركز أبتوكسيت التجاري في عام 1627 عند الميناء بين الأنهار. ازدهرت التجارة مع الهنود الأمريكيين في خليج ناراغانسيت وهولندا الجديدة، وكان هذا عاملا رئيسيا يمكن الحجاج من سداد مديونية. في عام 1697، نظرت المحكمة العامة في ماساتشوستس في أول اقتراح رسمي لبناء القناة لكنها لم تتخذ أي إجراء. في عام 1717، تم إنشاء قناة في أورليانز، ماساتشوستس تسمى مزراب إرميا الذي امتد على جزء أضيق من كيب على مسافة ما إلى الشرق، لكنها ظلت نشطة فقط حتى أواخر القرن التاسع عشر. تم التخطيط الأكثر نشاطا مع الدراسات الاستقصائية مرارا وتكرارا في عام 1776 (من قبل جورج واشنطن) و1791 و1803 و1818 و1824-1830 و1860. ولم يثمر أي من هذه الجهود.
لم تتم المحاولات الأولى لبناء قناة بالفعل حتى أواخر القرن التاسع عشر. المخططين في وقت سابق إما نفدت من المال أو طغت من حجم المشروع. قرر المهندسون أخيرا أي طريق يجب أن يسلكه عبر سفوح التلال من خلال ربط وتوسيع نهري مانوميت وسكوسيت. بدأت أول عملية تنقيب فعلية في عام 1880، عندما استأجرت شركة قناة كيب كود للسفن 400 عامل إيطالي مهاجر للبدء في الحفر بالمجارف وعربات اليد. وقد نفد المال من هذا الجهد على الفور تقريبا، ولم يدفع للعمال وأجبروا على التسول للحصول على الطعام في ساندويتش. في عام 1883، أعادت شركة قناة كيب كود للسفن تنظيم نفسها. تحت قيادة المهندس فريدريك لوكوود، استخدمت الشركة جرافة دلو لمسح ما يقرب من ميل من القناة عبر مستنقعات ساندويتش، قبل إغلاقها في عام 1891.

موقع قناة كيب كود في كيب كود

### البناء الخاص
في 22 يونيو 1909، بدأ البناء أخيرا لقناة عمل تحت إشراف شركة بوسطن وكيب كود وقناة نيويورك في أغسطس بيلمونت جونيور باستخدام تصاميم المهندس ويليام باركلي بارسونز. واجه مهندسو القناة العديد من المشاكل، مثل الصخور الضخمة تحت الماء (جزء كبير من كيب كود هو moraine-see Cape cod). تم التعاقد مع الغواصين لتفجيرها، ولكن الجهد تباطأ التجريف. وثمة مشكلة أخرى هي العواصف الشتوية الباردة التي أجبرت المهندسين على التوقف عن التجريف تماما وانتظار الربيع. ومع ذلك، فتحت القناة على أساس محدود في 29 يوليو 1914، وتم الانتهاء منها في عام 1916. كان عرض قناة الرسوم المملوكة للقطاع الخاص 100 قدم (30 مترا) وعمقا أقصاه 25 قدما (7.6 مترا)، واتخذت طريقا صعبا إلى حد ما من ميناء فيني على رأس خليج بازاردز.
ووقعت عدة حوادث بسبب ضيق القناة وصعوبة الملاحة، وهذه الحركة المحدودة وشوهت سمعة القناة. ونتيجة لذلك، فشلت إيرادات الرسوم في تلبية توقعات المستثمرين، على الرغم من تقصير الطريق التجاري من مدينة نيويورك إلى بوسطن بمقدار 62 ميلا (100 كيلومتر).

### الاستيلاء العام والتوسع
ظهرت المركبة الألمانية U-156 على بعد ثلاثة أميال (5 كم) قبالة أورليانز، ماساتشوستس في 21 يوليو 1918 وقصفت قاطرة بيرث أمبوي وسلسلة من أربع صنادل لها. وتولى المدير العام لإدارة السكك الحديدية في الولايات المتحدة ولاية القناة وتشغيلها بعد أربعة أيام بموجب إعلان رئاسي. أعاد سلاح المهندسين في جيش الولايات المتحدة جرف القناة إلى عمق 25 قدما (7.6 مترا) بينما ظلت تحت سيطرة الحكومة حتى عام 1920. في عام 1928، اشترت الحكومة القناة بمبلغ 11.4 مليون دولار كممر مائي عام مجاني، وأنفق 21 مليون دولار بين عامي 1935 و 1940 لزيادة عرض القناة إلى 480 قدما (150 مترا) وعمقها إلى 32 قدما (9.8 أمتار). ونتيجة لذلك، أصبحت أوسع قناة لمستوى سطح البحر في عصرها. أعيد بناء المدخل الجنوبي للقناة للوصول المباشر من خليج بازاردز وليس عبر ميناء فيني. قبل بدء البناء، بنى معهد ماساتشوستس للتكنولوجيا نموذجا ضخما للقناة (9 أقدام إلى ميل، أي ما يقرب من 1/587 الحجم الفعلي) لدراسة الآثار الهيدروليكية لتيارات المد والجزر على القناة الموسعة والمعادة توجيهها.

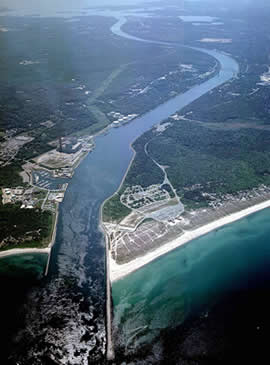
صورة جوية للنهاية الشرقية لقناة كيب كود ومحمية ولاية سكوسيت بيتش في جنوب شرق ماساتشوستس، الولايات المتحدة الأمريكية

### الحرب العالمية الثانية
خلال الحرب العالمية الثانية، استخدم الشحن مرة أخرى القناة لتجنب دوريات القوارب يو في عرض البحر. وكانت محمية ببطاريات المدفعية الساحلية في محمية ساغامور هيل العسكرية عند المدخل الشمالي ومحمية بتلر بوينت العسكرية عند المدخل الجنوبي. لم تطلق المدفعية أبدا دفاعا عن القناة.
قام كولير بإيقاف شركة الصوفي SS ستيفن ر. جونز وغرق في القناة في 28 يونيو 1942. وقد تم توجيه الشحن حول كيب كود، ونسفت الغواصة الألمانية يو - 215 سفينة تم تحويل مسارها وهي سفينة ليبرتى س. س. الكسندر ماكومب في 3 يوليو حيث اودت بحياة 10 اشخاص. وقد اعيد فتح القناة يوم 31 يوليو بعد ازالة ستيفن ر. جونز المحطم بمساعدة 17 طنا من الديناميت.

## الاستخدامات الترفيهية
وتستخدم القناة على نطاق واسع من قبل السفن الترفيهية والتجارية. توفر طرق الخدمة على جانبي القناة إمكانية الوصول لصيد الأسماك وتستخدم بكثافة من قبل المتزلجين وراكبي الدراجات والمشاة. يتم الاحتفاظ بالعديد من مواقف السيارات في نقاط الوصول. يتم تأجير منتزه بورن للمناظر الطبيعية الخلابة من قبل سلاح المهندسين إلى هيئة الترفيه في بلدة بورن لاستخدامها كخيمة ومخيم RV بجوار القناة.
يحتفظ سلاح المهندسين في الجيش بمركز زوار قناة كيب كود الذي يقدم للزوار تاريخ القناة وميزاتها وتشغيلها. وتشمل الميزات متقاعد 41 قدما (12 م) سلاح المهندسين في الجيش الأمريكي قارب دورية، ومسرح 46 مقعدا عرض عروض دي في دي المستمر على تاريخ القناة، والنباتات والحيوانات القناة، والرادار في الوقت الحقيقي وصور الكاميرا من الممر المائي، ومجموعة متنوعة من المعارض التفاعلية. يعمل في فيلق بارك رينجرز في المركز ويوفر برامج عامة مجانية حول مجموعة متنوعة من الموضوعات. يفتح مركز الزوار موسميا من مايو إلى أكتوبر، والدخول مجاني. ويقع على موفيت درايف في ساندويتش بالقرب من الطرف الشرقي للقناة. مركز موسمي ثان يعمل في تشغيل الرنجة على طول الطريق السريع ذات المناظر الخلابة.
يقع ساكيت بيتش الدولة التحفظ شمال الطرف الشرقي من القناة مباشرة، ويوفر مرافق الشاطئ بالإضافة إلى الخيام والتخييم RV. وهناك درب طوله 0.7 ميل (1.1 كم) يؤدي إلى ساغامور هيل، التي كانت ذات يوم أرض اجتماعات هندية وموقع تحصين ساحلي في الحرب العالمية الثانية. يمتد درب بورنموث هيلز تريل لمسافة 1.4 ميل (2.3 كم) على طول الجانب الشمالي للقناة من مخيم بورن للمناظر الطبيعية الخلابة إلى طريق هيرينغ. ويشمل المسار حلقة ذاتية التوجيه بطول 0.8 ميل (1.3 كم) تفسر السمات التاريخية والطبيعية للقناة.

### نفق وهمي
أصبحت محاكاة ساخرة شعبية خلال أواخر القرن العشرين فيما يتعلق بنفق طريق وهمي، يزعم أنه بني في الستينيات تحت قناة كيب كود. هو أتى داخل استعمال شعبية في ماساشوستس كبعليق على الحركة مرور شديدة يدخل ويخرج رأس كودو ومنذ عام 1994، بيعت الشارات في المتاجر في جميع أنحاء كيب كهدايا تذكارية شهيرة تزعم أنها «تصاريح» تسمح لحاملها باستخدام النفق؛ شعبية هذه «التصاريح» أدت لفترة وجيزة إلى دعوى قضائية بين العديد من البائعين مختلفة.

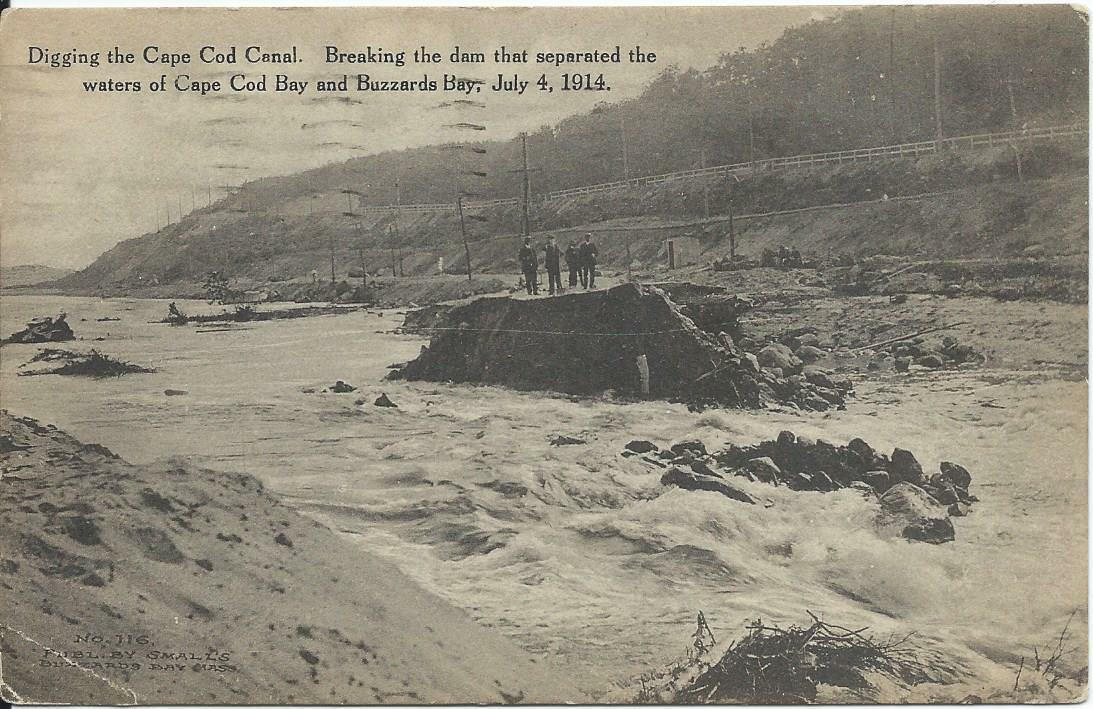
منظر بطاقة بريدية لكسر السد الذي فصل النهرين في 4 يوليو 1914

## معرض

Cape Cod Canal
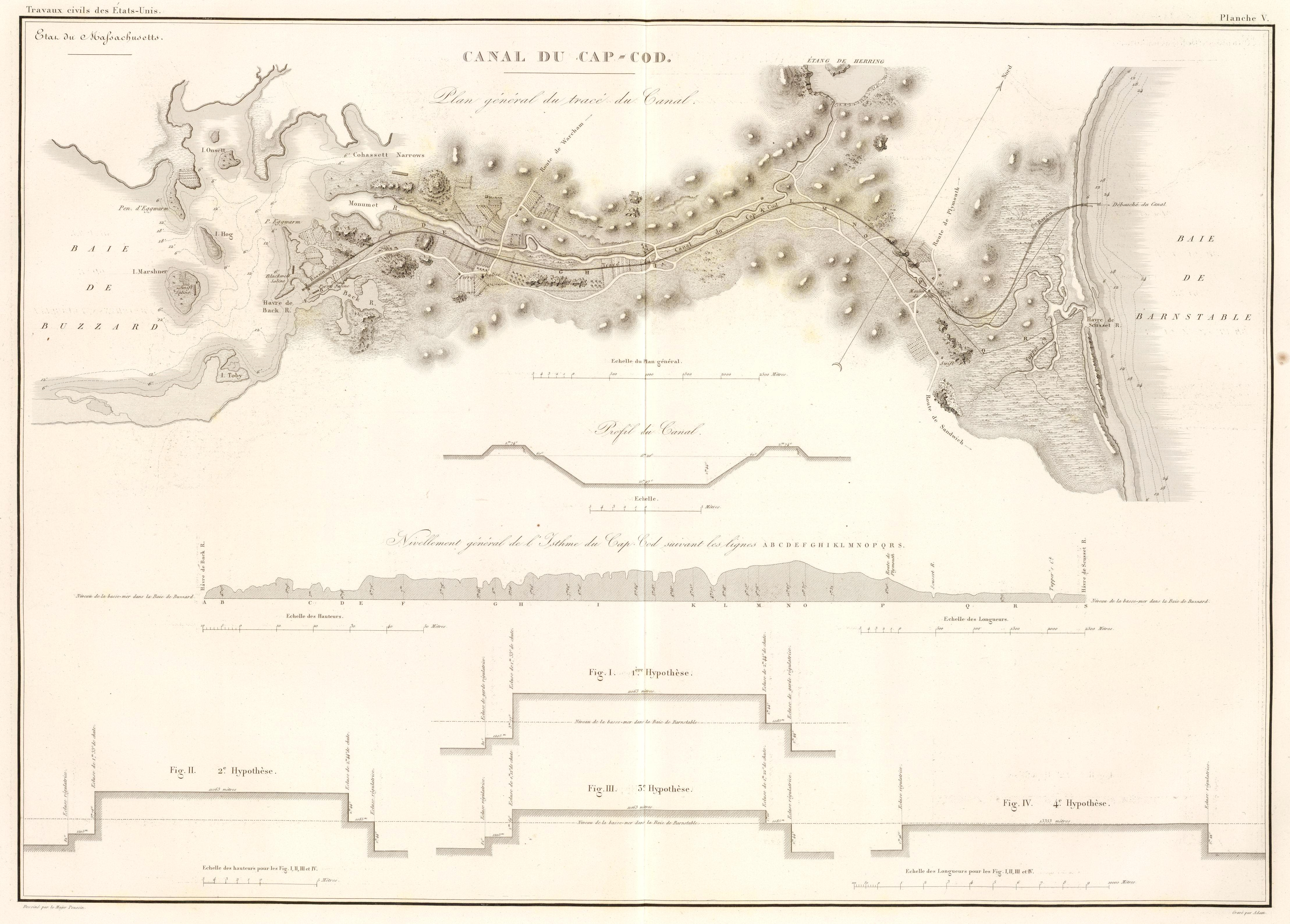
الخطة المبكرة (1834) التي تشير إلى مسار مختلف عما تم بناؤه بالفعل. باللغة الفرنسية.
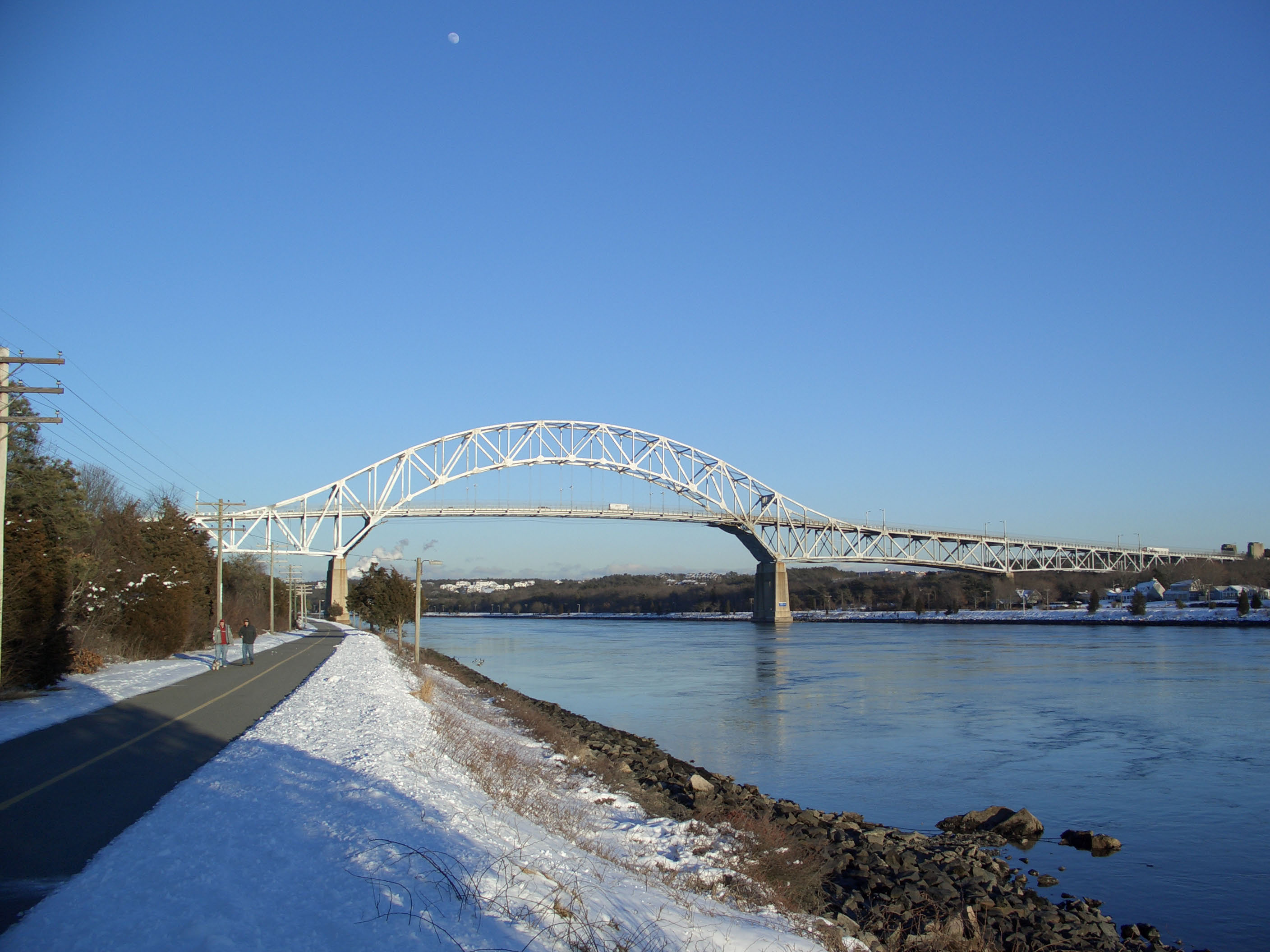
جسر بورن
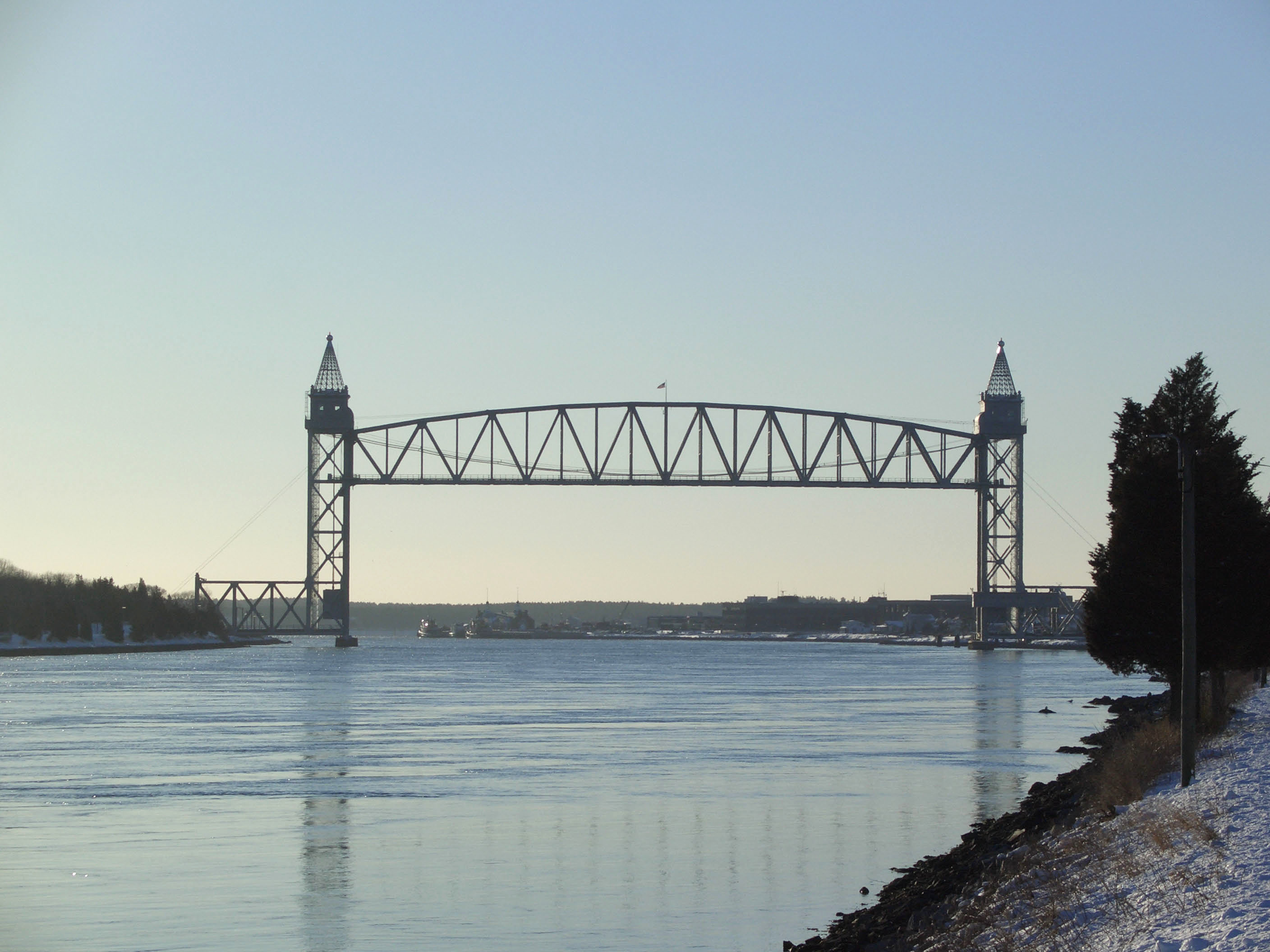
جسر السكك الحديدية
جسر ساغامور
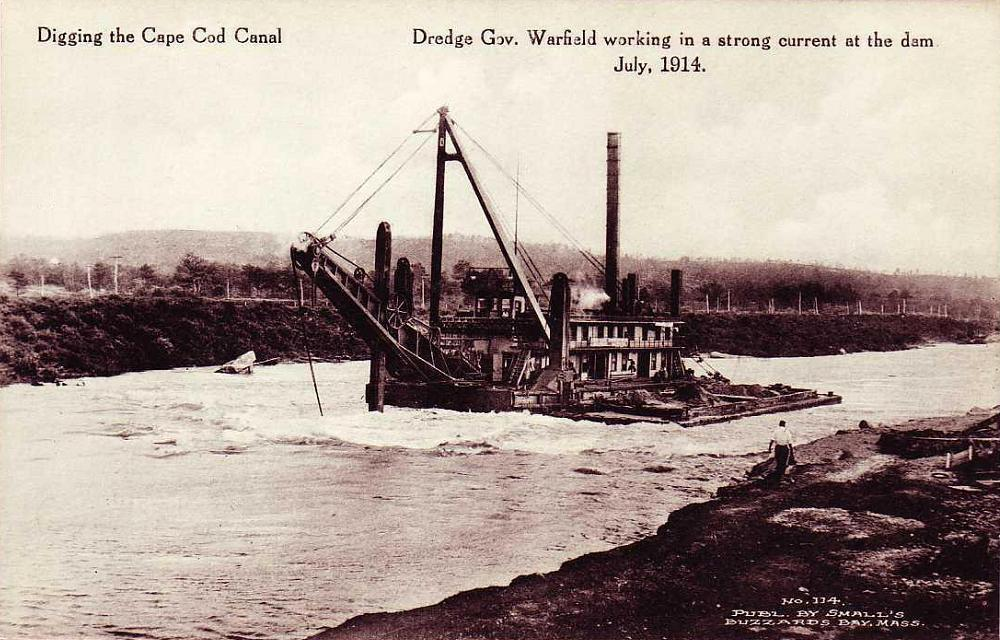
حاكم وارفيلد يحفر القناة في عام 1914
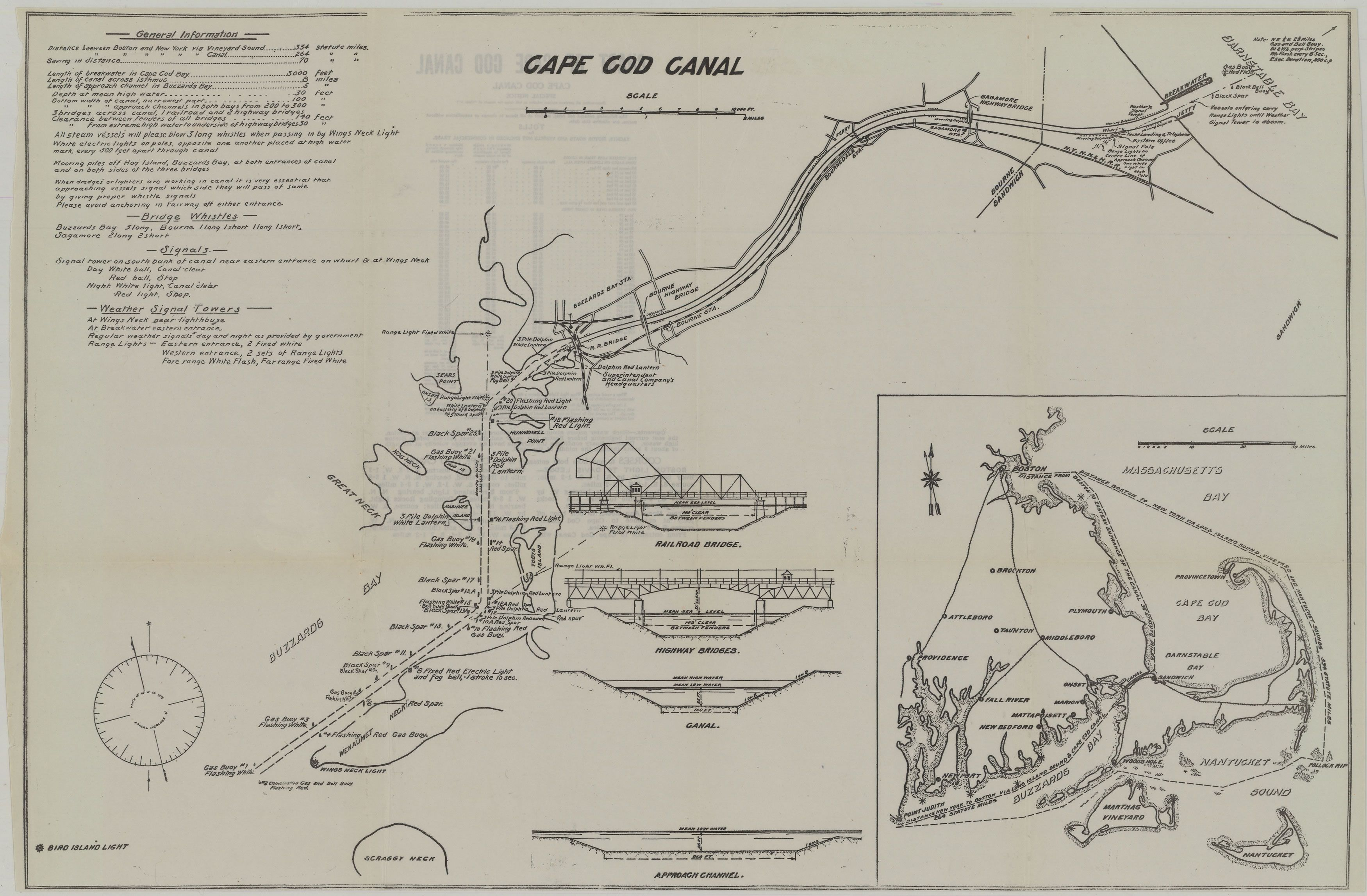
خريطة لقناة كيب كود عام 1922، تظهر الجسور ونقاط الرسو وغيرها من المعالم.

## روابط اضافية
- الموقع الرسمي. نسخة محفوظة 18 يناير 2016 على موقع واي باك مشين.
- مقاطع فيديو لسفن تعبر قناة كيب كود.

## قراءات أخرى
- بتلر، جيرالد (2002). التاريخ العسكري لقناة كيب كود. أركاديا للنشر. 0738510092 ISBN.
- لجنة المحكمة العامة المشتركة في ماساتشوستس حول قناة السفن لربط خليج بارستابل وخليج بازارد (1864). تقرير اللجنة المشتركة لعام 1860 بشأن القناة المقترحة لتوحيد خليجي بارستا المستقر وبازارد (تقرير). بوسطن: رايت وبوتر، طابعات الدولة. ص. 10-22. اطلع عليه بتاريخ 24 يوليو 2014.
- ريد، ويليام جيمس (1961). بناء قناة كيب كود، 1627-1914. نيويورك: مطبوعة بشكل خاص. 987742 OCLC.
- تيموثي، أورفيغ (2013). قناة كيب كود. أركاديا للنشر. 9781467120364 ISBN.